# Muerte por GPS
La muerte por GPS se refiere a incidentes en los que personas han fallecido debido a la confianza excesiva en las instrucciones o mapas proporcionados por sistemas de GPS.Este fenómeno ha sido documentado en varios fallecimientos ocurridos en lugares como el valle de la Muerte, en California,así como en el caso de un excursionista extraviado en el parque nacional de Árboles de Josué, también en California.Además, se han registrado casos similares en otros lugares, como Australia, Brasil, Inglaterra, Italia o el estado de Washington.

## Causas
Existen múltiples razones por las que las personas que siguen las indicaciones del GPS se han perdido, han resultado heridas o han muerto. Las razones que se enumeran a continuación también pueden incluir la falta de un sistema de comunicaciones que funcione para pedir ayuda. Por lo tanto, los conductores o excursionistas se han aventurado fuera de la carretera o a zonas remotas, intransitables o peligrosas. También pueden conducir con el GPS hasta que sus vehículos se quedaron sin combustible, atascados o averiados; sucumbieron a condiciones climáticas o meteorológicas peligrosas, o se perdieron.
- Aceptación acrítica de las órdenes paso a paso, prestando más atención al sistema de navegación que a lo que tenían delante, como las señales de tráfico, las barreras y el terreno[2][3]
- Desconocimiento o falta de familiaridad con las condiciones peligrosas que no detecta el GPS (por ejemplo, el clima local o las condiciones meteorológicas, obras o carreteras cerradas, intransitables o peligrosas)
- Falta de un mapa escrito actual y preciso o de instrucciones escritas para utilizar junto con las proporcionadas por el GPS o en lugar de ellas
- Mapas GPS obsoletos o incorrectos
- Las instrucciones del GPS pueden reflejar la distancia más corta entre ubicaciones, independientemente de si la ruta es navegable o no

Allen Lin, en una investigación publicada en 2017, proporcionó un análisis sistemático de los temas clave en estos incidentes y el papel que desempeñaron las tecnologías de navegación en ellos.

## Soluciones propuestas
Matthew McKenzie ofrece algunas precauciones contra la muerte por GPS: "Utilice el GPS y otros dispositivos móviles como se deben utilizar: como simples comodidades. Lleve un mapa real, comprenda el clima local y no dude en dar la vuelta y regresar por donde vino si las indicaciones no le parecen correctas".El Servicio de Parques Nacionales ha publicado el siguiente mensaje en la página de Indicaciones y transporte del sitio web oficial del Parque del Valle de la Muerte:
Uso de la navegación GPS
La navegación GPS para llegar a lugares remotos como el Valle de la Muerte es notoriamente poco fiable. Numerosos viajeros han sido dirigidos a lugares equivocados o incluso a callejones sin salida o carreteras cerradas. Los viajeros deben llevar siempre mapas de carreteras actualizados para comprobar la precisión de las indicaciones GPS.

NO DEPENDA SOLO DEL SISTEMA DE NAVEGACIÓN GPS DE SU VEHÍCULO.

## Incidentes
- En marzo de 2011, una pareja de Columbia Británica murió después de que su GPS los desviara de su rumbo en el norte de Nevada.[9]
- En septiembre de 2022, un hombre de Carolina del Norte murió después de que un GPS lo llevara a un puente en desuso que caía a un arroyo.[10][11][12]